# (784) Pickeringia
(784) Pickeringia est un astéroïde de la ceinture principale découvert le 20 mars 1914 par l'astronome américain Joel Metcalf.
Sa désignation provisoire était 1914 UM.